# مسخن المؤونة غير المشتعل

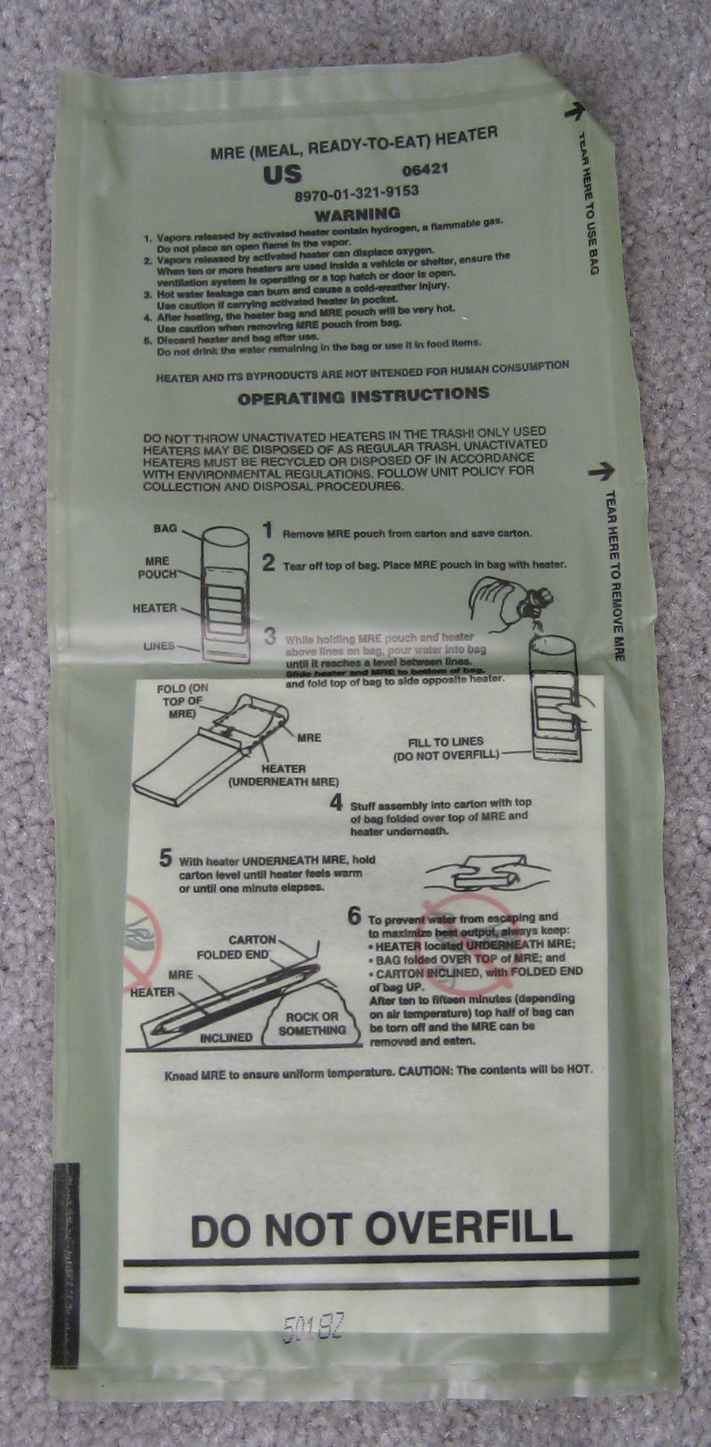
كيس يحتوي على مسخن المؤونة غير المشتعل

مُسخّن المؤونة غير المشتعل (من الإنجليزية: Flameless Ration Heater) هو عبوة تسخين تعمل عن طريق تفاعل كيميائي طارد للحرارة غالبا ما توضع مع الوجبات الجاهزة للأكل لتسخينها. تستخدم هذه العبوات بشكل كبير في الوجبات التي يحملها الجنود. فمثلا، عند الجيش الأمريكي يجب أن يكون المسخن قادرا على رفع حرارة وجبة طعام وزنها 226.8 غرام بمقدار 56°م خلال 12 دقيقة من دون أن يصدر عنها لهب مرئي. 
تحتوي عبوة المسخن على مسحوق ناعم من سبيكة مكون من المغنسيوم والحديد، بالإضافة إلى ملح الطعام. لتنشيط التفاعل تضاف كمية قليلة من الماء إلى المسحوق، ومع حدوث التفاعل يسخن الماء سريعا ليصل إلى درجة الغليان.

## التفاعل الكيميائي
تنتج الحرارة في المسخن من تفاعل من نوع أكسدة-اختزال. في هذا التفاعل، يؤكسد الماء المغنيسيوم تبعا للتفاعل:
Mg + 2H2O → Mg(OH)2 + H2 + حرارة
وهو تفاعل شبيه بطبيعته وسرعته بالتفاعل الذي يحدث بين الأكسجين والحديد عندما يصدأ الأخير. ولكون التفاعل شديد البطء، لا تنتج الحرارة بسرعة كافية. لذلك، يضاف الحديد وملح الطعام لتسريعه.
عند تعليق معدني المغنسيوم والحديد في محلول موصل (كالماء المملح)، تنشأ خلية جلفانية (كالبطارية) تتولد فيها الكهرباء. عند إضافة الماء إلى مسحوق المسخن، يذوب الملح في الماء ليشكل المحلول الموصل، مما يحول كل حبيبة من المغنيسيوم والحديد إلى ما يمكن تشبيهه ببطارية صغيرة. لكون الحبيبات المعدنية جميعها في محلول واحد، تولد كل هذه البطاريات دوائر كهربائية مغلقة وسرعان ما تحترق (وقد أشارت براءة الاختراع التي وصفت هذا المسحوق إلى العملية باسم «الخلايا الجلفانية شديدة التآكل».
أحد الأصناف التجارية من هذا المسخن (Truetech) يستخدم 7.5 غراما من مسحوق سبيكة المغنيسيوم-الحديد (95% من وزنها مغنيسيوم والباقي حديد) و 0.5 غرام من الملح. عند إضافة 30 مل من الماء إلى المسحوق، ينتج من التفاعل 50 كيلو جول من الحرارة بمعدل 80 واط، ويمكن لهذا أن يرفع حرارة وجبة وزنها 230 غ بمقدار 56°م خلال 10 دقائق.